# Tenage
Tenage (in greco antico: Τενάγη?, Tenágē) è un personaggio della mitologia greca. Era uno dei sette Eliadi.

## Genealogia
Era figlio di Helios e della ninfa Rodo.

## Mitologia
Era il più giovane degli Eliadi ed era anche il più dotato nelle scienze, perciò fu ucciso per gelosia da quattro dei suoi fratelli (Macareo, Candalo, Triopa ed Acti).
Uno scolio a Pindaro chiama Fetonte il più giovane degli Eliadi e dice "quello che gli abitanti di Rodi chiamano Tenage" e stando alle Metamorfosi di Ovidio questo personaggio corrisponderebbe a colui che, guidando il carro di Helios, sarebbe stato ucciso da Zeus con un fulmine ma probabilmente è solo la sovrapposizione di due leggende.